# Lili Motto
Liliane "Lili" Motto est une nageuse française née le 24 mai 1918 à Toulon et morte le 28 novembre 1980 à Limoges, spécialisée en dos. 
Elle est sacrée championne de France de natation sur 100 m dos en 1937 et en 1938.